# Хакцелль, Антти
А́нтти Ве́рнер Хакце́лль (фин. Antti Verner Hackzell; 20 сентября 1881, Санкт-Михель — 14 января 1946, Хельсинки) — финский государственный и политический деятель, член Национальной коалиционной партии. Министр иностранных дел Финляндии (1932—1936), премьер-министр Финляндии (август — сентябрь 1944 года).

## Биография
По образованию — искусствовед, впоследствии был также адвокатом и общественным деятелем. Губернатор Выборгской губернии в 1918—1920, посол Финляндии в СССР (1922—1927), заместитель председателя (1930—1936) и председатель (1936—1945) финской конфедерации работодателей. В 1932—1936 был министром иностранных дел в кабинете Т. Кивимяки.
После отставки кабинета Э. Линкомиеса в августе 1944 года Хакцеллю было поручено сформировать правительство, которое должно было вывести Финляндию из Второй мировой войны. Правительство Хакцелля было сформировано 8 августа, а 14 сентября начались мирные переговоры финской делегации в Москве, которые завершились 19 сентября подписанием Соглашения о перемирии с СССР и Великобританией, действовавшими от имени стран, находящихся в состоянии войны с Финляндией. В это время у Хакцелля произошёл инсульт, от которого он уже не оправился. 21 сентября 1944 года Хакцелль был отправлен в отставку.
Скончался в январе 1946 года.

## Коллекционирование
Хакцелль был страстным коллекционером антиквариата и покупал многие произведения искусства у А. К. Рудановского в его художественном антикварном магазине на Невском, 62. Там он познакомился с Агафоном Фаберже, с которым их связывало коллекционирование марок.